# Alert (Nunavut)
Der Militärstützpunkt Alert, gelegen auf 82° 30′ n. Br., ist die nördlichste dauerhaft besetzte menschliche Ansiedlung der Erde. Von Hügeln umgeben liegt der Stützpunkt auf dem Gebiet des kanadischen Territoriums Nunavut auf der Ellesmere-Insel an der Bucht Dumbell Bay der Lincolnsee (Arktischer Ozean). Die Küste ist dort durch Schiefervorkommen geprägt. Benannt ist der Ort nach dem Expeditionsschiff HMS Alert von George Nares, der als Erster den nördlichsten Punkt der Ellesmere-Insel, das Kap Columbia, erreichte.

## Allgemeines
Die Ansiedlung wurde nach der Volkszählung 2016 von 62 Menschen, darunter 20 Kinder unter 14 Jahren, bewohnt, eine erhebliche Steigerung gegenüber dem Jahr 2011, als nur fünf Personen gemeldet worden waren. Nach Angaben von Radio Canada (CBC) vom September 2018 leben „knapp 200“ Menschen in der Militäreinrichtung. Sie besteht aus einem Militärlager der kanadischen Armee, einer von kanadischem und US-amerikanischem Militär gemeinsam betriebenen Wetterstation, einer Abhöreinrichtung und einer von der GAW unterhaltenen Beobachtungsstation für die Erdatmosphäre. Als militärisches Sperrgebiet ist Alert und seine Umgebung nicht in den Quttinirpaaq-Nationalpark (vormals Ellesmere Island National Park Reserve) einbezogen. Das Betreten des Areals ist ohne schriftliche Genehmigung strikt untersagt.
Die Wetterstation existiert seit 1950; 1958 folgte das Militärlager. Alert besitzt einen Flugplatz.

## Geschichte
Kurz nach dem Zweiten Weltkrieg begann der US-Oberst Charles J. Hubbard in den Vereinigten Staaten und Kanada für ein Netz von Forschungsstationen in der Arktis zu werben, darunter zwei zentrale Ansiedlungen, eine auf Grönland und eine im Norden Kanadas. Diese beiden Orte sollten per Schiff versorgt werden und um kleinere Wetterstationen ergänzt werden, die nur per Flugzeug erreichbar sein sollten. Als Wetterbeobachtungs-Station wurde Alert 1950 errichtet, 1958 erfolgte der Ausbau zum Militär-Standort.
Beim Abwurf von Versorgungsgütern starben 1950 neun Besatzungsmitglieder eines Flugzeugs der Royal Canadian Air Force in Alert, darunter Charles Hubbard, der damals Chef des Polar Operations Project war. Alle Opfer wurden an Ort und Stelle begraben. Zu einem weiteren Unglück kam es am 30. Oktober 1991, als eine C-130 Hercules 30 Kilometer von der Landebahn entfernt im Schneesturm abstürzte. Vier der insgesamt 18 Passagiere waren sofort tot, der Pilot starb während der Rettungsaktion, die wegen der schwierigen Wetterverhältnisse 32 Stunden in Anspruch nahm. Das Ereignis war Thema in dem Buch Death and Deliverance: The True Story of an Airplane Crash at the North Pole von Robert Mason Lee und dem Fernsehfilm Ordeal in the Arctic mit Richard Chamberlain, der erstmals am 15. Februar 1993 vom US-Sender ABC ausgestrahlt wurde.
Im April 2006 berichtete das kanadische Radio über stark gestiegene Heizkosten in Alert. Auf dem Weg zu den Olympischen Spielen von Vancouver führte der Fackellauf am 9. November 2009 auch nach Alert. Sowohl der kanadische Premierminister Stephen Harper war im August 2006 in Alert, um die Souveränitätsansprüche seines Landes in der Arktis zu unterstreichen, als auch der Generalgouverneur David Johnston, der sich am 19. und 20. Januar 2015 in der Station aufhielt und sich mit zivilen und militärischen Angestellten traf.
Führende Offiziere der amerikanischen Luftwaffe trafen sich im September 2017 zum Teambuilding-Manöver „Uggianaqtuq“ in Alert, um das Verhalten unter Extrembedingungen zu üben und die Verbundenheit mit Kanada zu unterstreichen. Im August 2018 besuchte der kanadische Verteidigungsminister Harjit Sajjan die Station, betonte die Souveränitätsansprüche Kanadas in der Arktis und verwies auf laufende Infrastruktur-Maßnahmen in Höhe von zehn Millionen CAD. So sollen vor Ort die Feuerwehrstation, die Tank- und Kraftwerksanlagen umfassend modernisiert werden.
Einzige Sehenswürdigkeit in Alert sind Ortsschilder aller Städte, aus denen die (zeitweiligen) Bewohner stammen, teilweise mit Entfernungsangaben. Die Abwehr von umherziehenden Eisbären gehört zu den alltäglichen Beschäftigungen in Alert.

## Klima
|                       | Jan   | Feb   | Mär   | Apr   | Mai   | Jun  | Jul | Aug  | Sep   | Okt   | Nov   | Dez   |   |       |
| Mittl. Tagesmax. (°C) | −28,2 | −29,7 | −29,3 | −20,8 | −8,5  | 1,4  | 6,4 | 3,4  | −7,1  | −16,0 | −22,9 | −26,1 | ⌀ | −14,7 |
| Mittl. Tagesmin. (°C) | −35,9 | −37,4 | −37,0 | −28,9 | −14,7 | −3,4 | 0,7 | −1,6 | −13,2 | −23,3 | −30,3 | −33,8 | ⌀ | −21,5 |
|                       |       |       |       |       |       |      |     |      |       |       |       |       |   |       |
| Niederschlag (mm)     | 7     | 5     | 7     | 8     | 10    | 12   | 20  | 28   | 28    | 14    | 8     | 8     | Σ | 155   |
|                       |       |       |       |       |       |      |     |      |       |       |       |       |   |       |
| Sonnenstunden (h/d)   | 0,0   | 0,0   | 2,3   | 12,2  | 13,4  | 10,3 | 9,5 | 7,7  | 3,0   | 0,2   | 0,0   | 0,0   | ⌀ | 4,9   |
|                       |       |       |       |       |       |      |     |      |       |       |       |       |   |       |
| Wassertemperatur (°C) | −5    | −5    | −5    | −5    | −5    | −4   | −3  | −2   | −3    | −4    | −4    | −5    | ⌀ | −4,2  |
|                       |       |       |       |       |       |      |     |      |       |       |       |       |   |       |
| Luftfeuchtigkeit (%)  | 71    | 68    | 62    | 60    | 72    | 78   | 79  | 85   | 86    | 75    | 71    | 67    | ⌀ | 72,9  |

| −35,9 |

| −37,4 |

| −37,0 |

| −28,9 |

| −14,7 |

| −3,4 |

| 0,7 |

| −1,6 |

| −13,2 |

| −23,3 |

| −30,3 |

| −33,8 |

| −35,9 |

| −37,4 |

| −37,0 |

| −28,9 |

| −14,7 |

| −3,4 |

| 0,7 |

| −1,6 |

| −13,2 |

| −23,3 |

| −30,3 |

| −33,8 |

Der aktuelle Hitzerekord von Alert wurde am 14. Juli 2019 mit 21 Grad Celsius aufgestellt.

## Bildergalerie

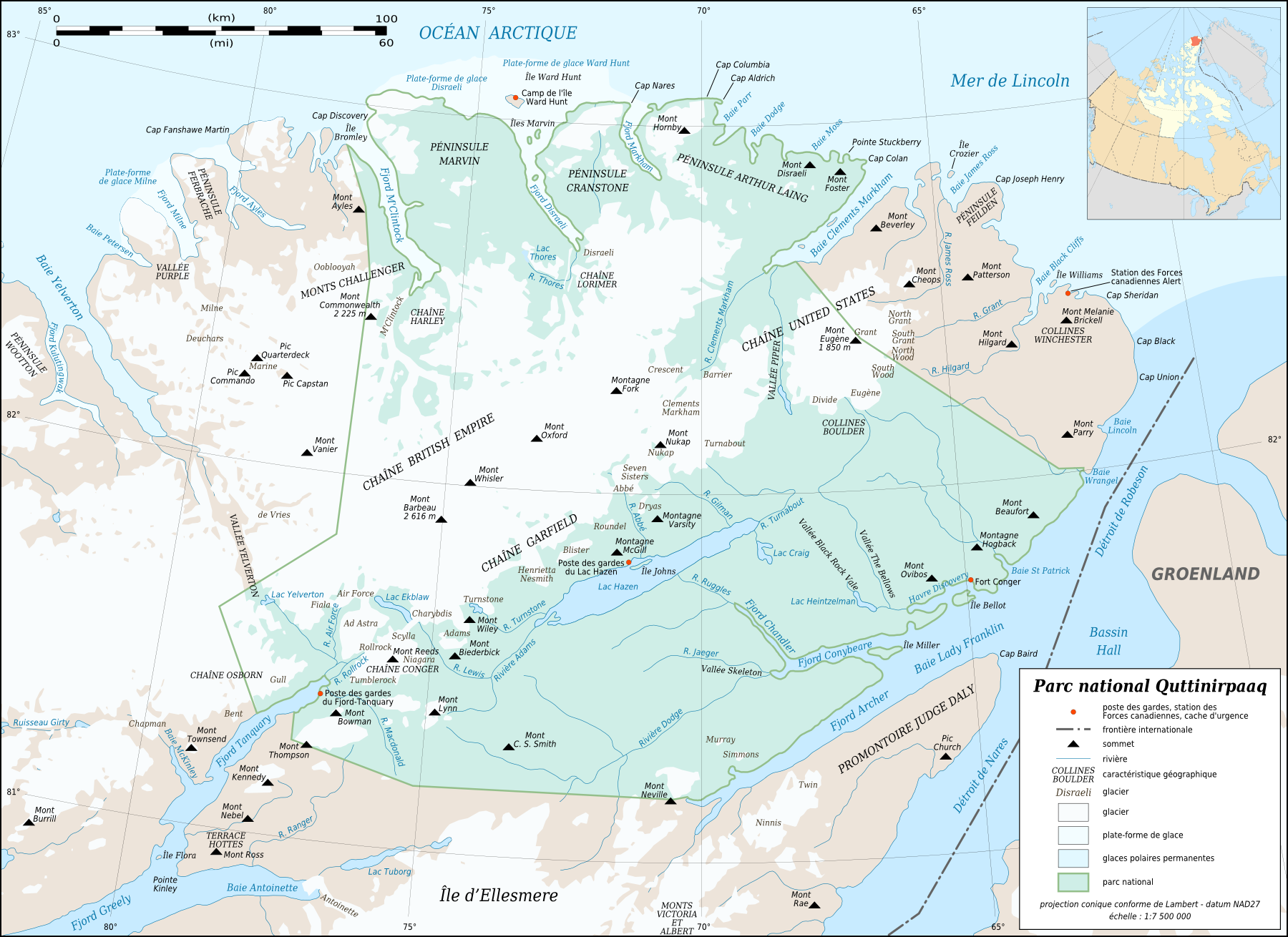
Alert im Nordosten der Karte
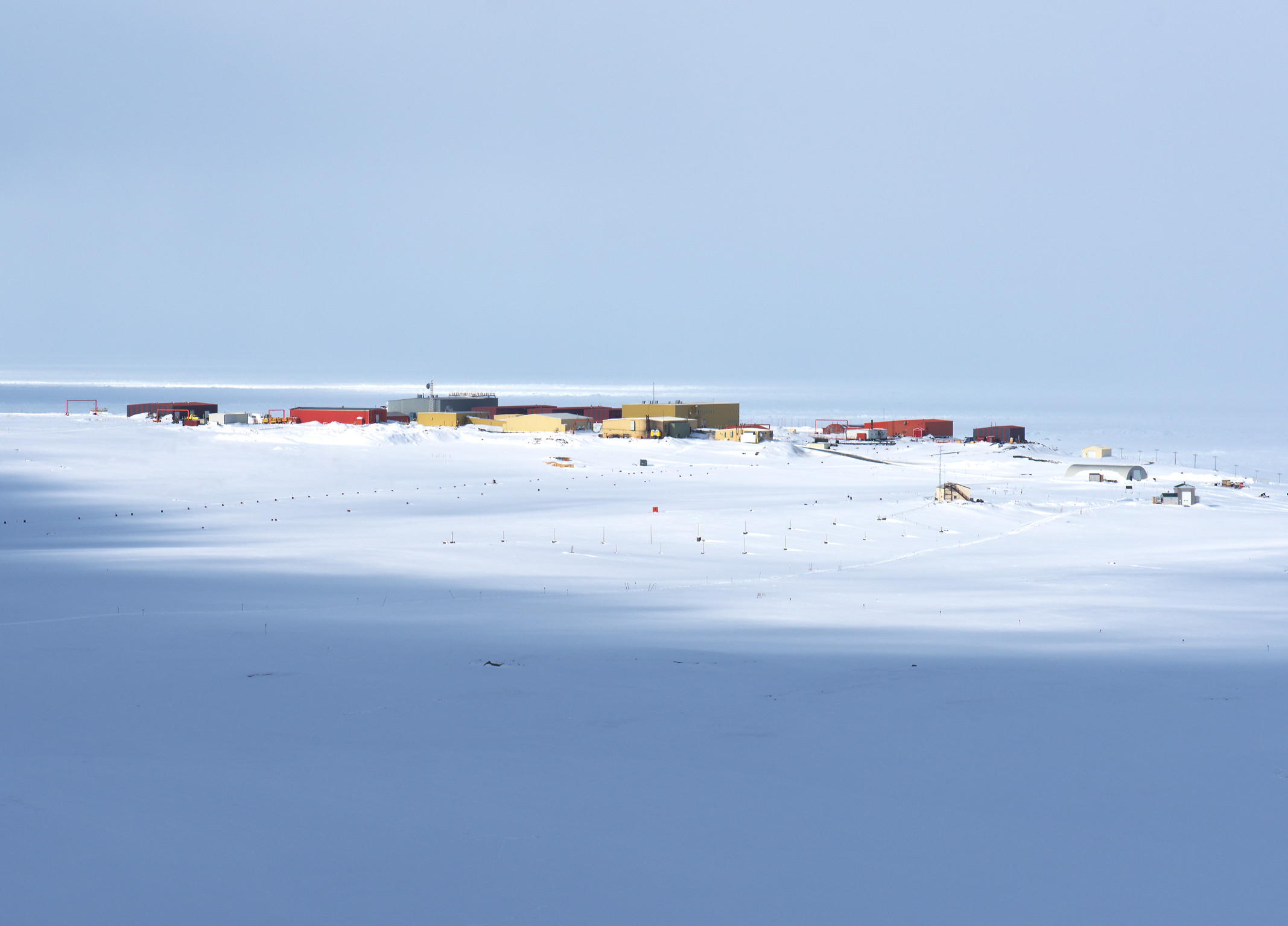
Alert (2016)
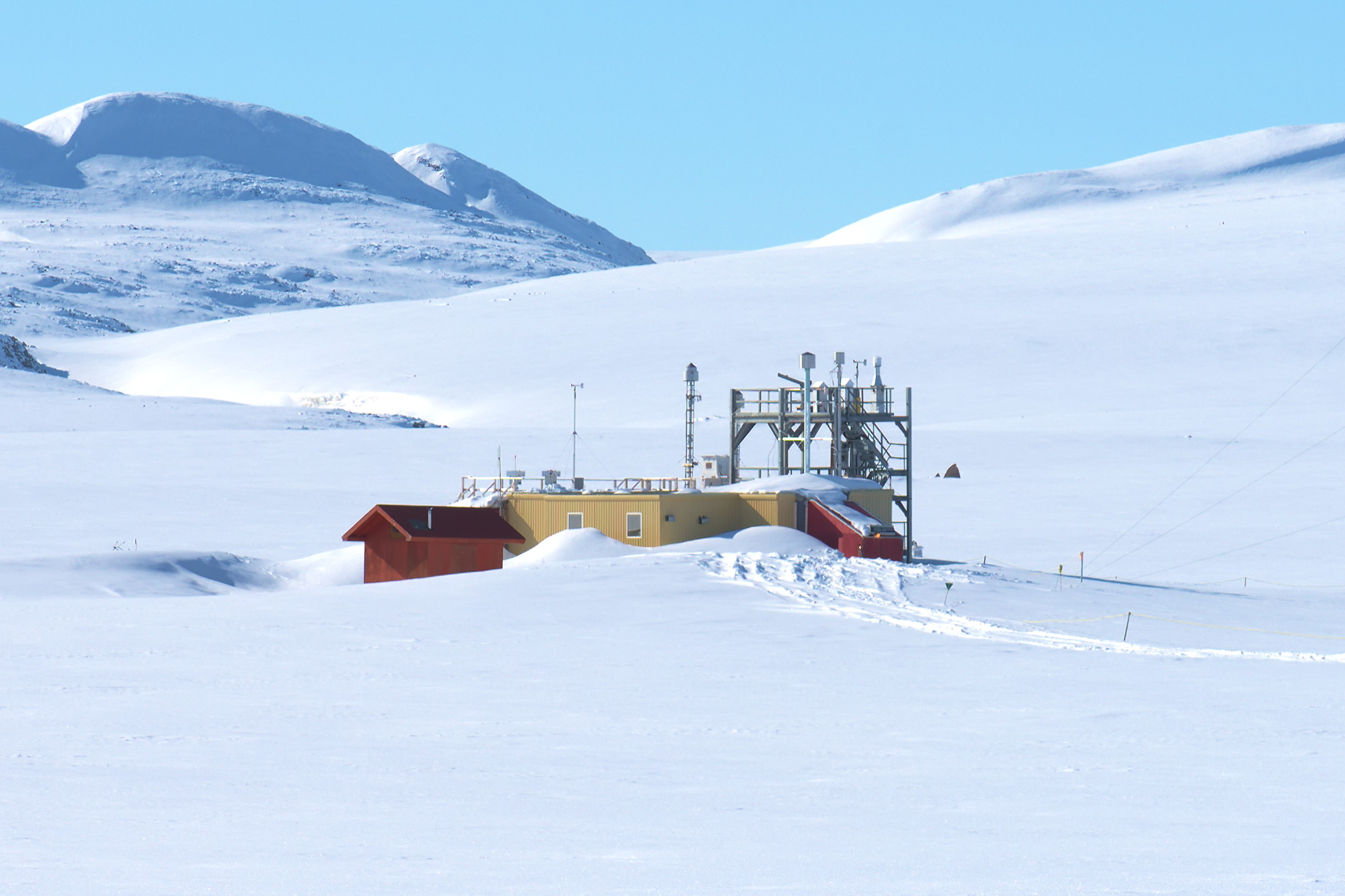
Dr. Neil Trivett Global Atmosphere Watch Observatory (2016)
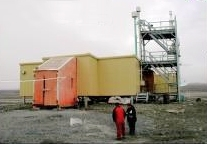
SFC Alert (2008)
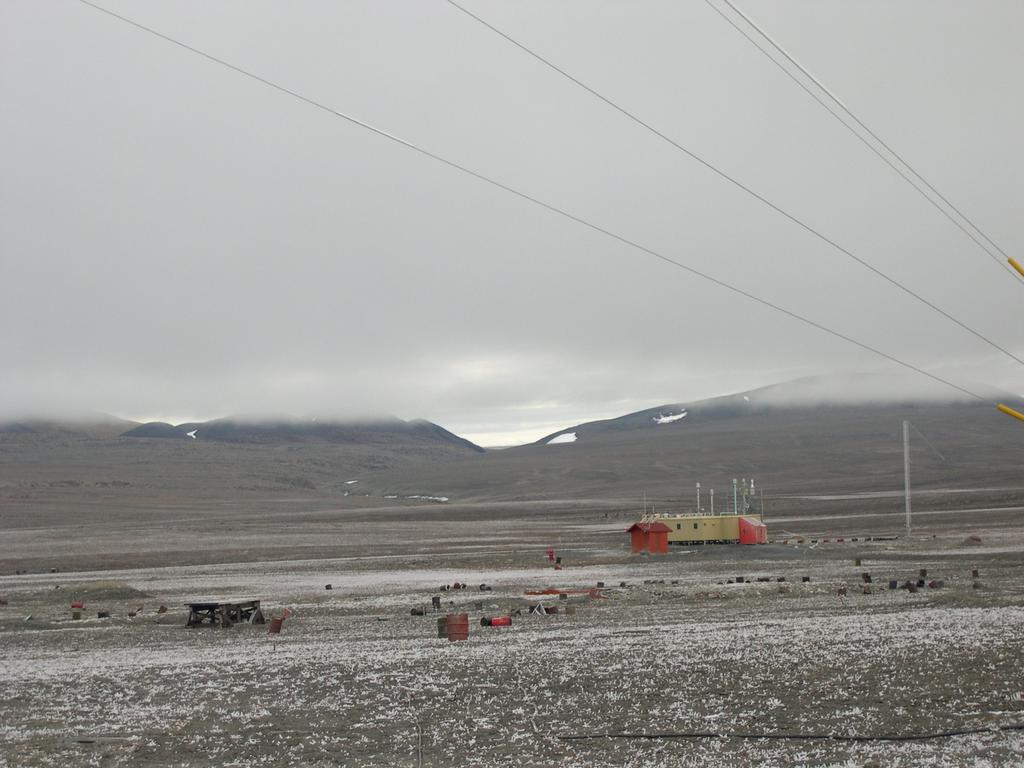
Alert (2003)
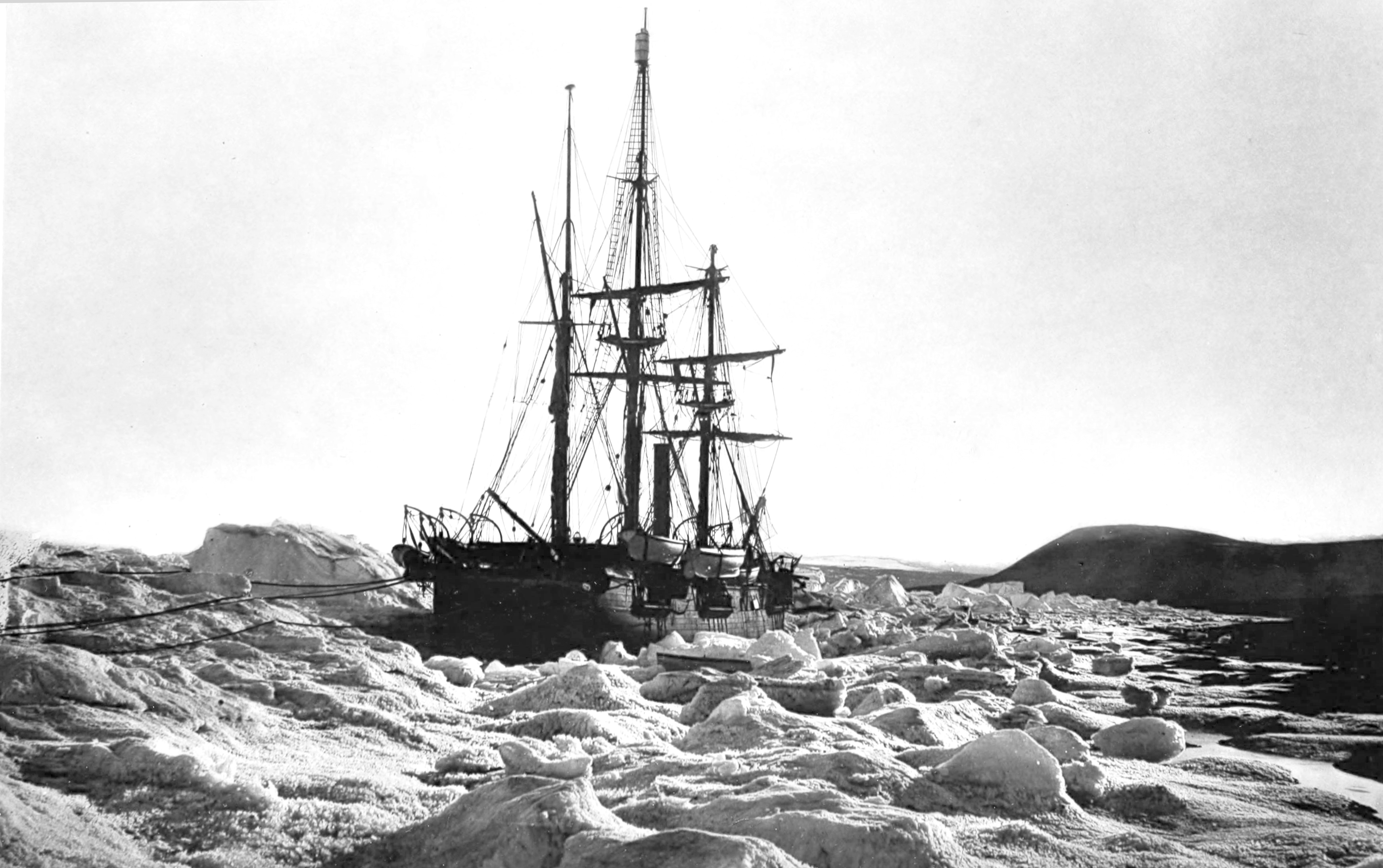
HMS Alert (1876)